# La vie nous appartient
Pour plus de détails, voir Fiche technique et Distribution.
La vie nous appartient est un film dramatique autrichien réalisée par Alex K. Lee, sorti en 2013 dans différents festivals à l'étranger, puis en France en 2016.

## Synopsis
La vie nous appartient raconte l’histoire de deux adolescents, Sarah et Philip, qui se rencontrent sur le net et se lient d’amitié, unis par leur mal être. Ils décident de se suicider ensemble et pour ce faire, partent en montagne en Autriche pour sauter d'une falaise. Le film suit leur ascension à la manière d’un road movie, de leur rencontre chaotique à leur décision tragique. Le chemin sinueux qui les mène au précipice va devenir un véritable trajet initiatique, bouleversant toutes leurs convictions de jeunes en quête d’idéal.

## Fiche technique
- Titre original : La vie nous appartient
- Titre international : Maybe Tomorrow
- Réalisation : Alex K. Lee
- Scénario : Alex K. Lee
- Musique : Tomas Leonhardt et Luca Solbiati
- Montage : Matthias Halibrand et David Baudry
- Photographie : Marco Zimprich
- Décors : Christoph Fischer
- Costumes : Laura Tille
- Producteur : Angelo D'Agostino et Teresa Heller
- Production : Penny Lane Film
- Distribution : Blue Movies Productions
- Pays d'origine :  Autriche
- Langue : français
- Durée : 88 minutes
- Genre : Drame
- Dates de sortie :
  -  Espagne : 21 novembre 2013
  -  Suède : 11 mars 2014
  -  France : 25 mai 2016
  -  Corée du Sud  : 17 juin 2017

## Distribution
- Alix Bénézech : Sarah
- Florent Arnoult : Philip

## Production
Le film a été tourné dans les forêts du plateau de Basse-Autriche, avec une équipe internationale.

## Accueil
La vie nous appartient a été sélectionné dans plus de 20 festivals internationaux, en particulier dans des festivals pour la jeunesse, et a été nommé ou primé notamment pour meilleur film, meilleur scénario, et meilleur acteur.[réf. nécessaire]

## Analyse
Malgré le sujet tragique, le film ne manque pas de moments de joie et de rires, car il est en fin de compte un message d’espoir, une fable sur la possibilité pour chacun d’entre nous de décider un jour ou l’autre de vivre sa vie comme si elle nous appartenait pleinement. D’être, si on le veut, le propre artiste de sa vie.[réf. nécessaire]